# 章銳
章銳（1439年—1496年），字元進，浙江寧波府鄞縣人，民籍。明朝政治人物。進士出身。

## 生平
成化七年（1471年）辛卯科浙江鄉試第二十七名。成化八年（1472年）壬辰科會試第一百四十九名，殿試登進士第三甲第二十四名。官刑部主事，晋郎中，剖析滞狱，精于老吏。出守凤阳府，应诏陈言，上凤阳军民利病及时政十八事，多议行。会旱蝗、雩祷辄雨，复奏捐税三之二。升湖广参政。锦田苗獞反，当事者忌惮不行，章锐独蒙犯瘴疠，深入平之，竟感疾卒。

## 家族
曾祖父章禮榮。祖父章智達。父亲章綸。從兄章镒。